# Ефрінген-Кірхен
Ефрінген-Кірхен (нім. Efringen-Kirchen) — громада в Німеччині, знаходиться в землі Баден-Вюртемберг. Підпорядковується адміністративному округу Фрайбург. Входить до складу району Леррах.
Площа — 43,74 км2. Населення становить 8697 ос. (станом на 31 грудня 2020).